# Ottobock Care
Ottobock Care Sverige AB, tidigare känt som Aktiv Ortopedteknik, driver ortopedtekniska kliniker på 20 orter i Sverige och erbjuder tjänster till både remitterade patienter och privatpersoner. Under 2025 byter alla kliniker namn till Ottobock Care Sverige AB.
Ottobock Care är en del av det tyska medicintekniska företaget Ottobock(en) som ger stöd till över en halv miljon patienter i mer än 40 länder och har över 8 000 anställda. 